# Đội quân Doraemon
Đội quân Doraemon, cũng được biết với tên gốc là The Doraemons (ザ☆ドラえもんズ Za Doraemonzu) là một loạt manga do Tanaka Michiaki sáng tác dựa theo bộ truyện tranh Doraemon. Truyện kể về những cuộc phiêu lưu của Doraemon và nhóm bạn mèo máy của cậu ở trường đào tạo robot.
Ở Việt Nam, bộ truyện được phát hành bởi Nhà xuất bản Kim Đồng. Trước khi đổi tên nhân vật từ Đôrêmon thành Doraemon theo bản quyền, manga được mang tên Đôrêmon thêm.

## Nội dung
Phần mở đầu
Doraemon học trường đào tạo cho học viên robot ở thế kỷ XXII. Cậu được thầy giáo giảng bài về tình bạn và tìm được hai người bạn robot nhưng họ lại lợi dụng cậu vào việc trộm cắp. Họ rủ cậu đến một toà tháp cổ và dụ cậu vào trong để lấy mấy tấm Thẻ tình bạn huyền thoại (thực chất họ vào trong để lấy bảo bối). Kết cục là họ bị bắt giam và Doraemon có nhiệm vụ giải cứu họ. Nhờ có Noramyako giới thiệu, cậu làm quen được 6 người bạn mèo máy khác và họ cùng nhau vượt qua những cạm bẫy của ngọn tháp để đến được với 7 tấm thẻ tình bạn.
Nội dung chính
Nhóm bạn đã vượt qua rất nhiều khó khăn trong những mẩu chuyện nhỏ hài hước. Tấm thẻ tình bạn là bảo bối đắc lực nhất trong cả bộ truyện vì nó tập hợp được các thành viên của nhóm lại với nhau dù họ có ở cách xa mấy đi chăng nữa.

## Nhân vật

### Nhân vật chính: nhóm Doraemons
Là nhóm mèo máy 7 người với nhiều quốc tịch, được thành lập sau một bài thử thách việc kết bạn của Doraemon. Họ có thể liên lạc lẫn nhau bằng Thẻ Tình Bạn (親友テレカ Shin'yū Tereka) khi có ai đó gặp rắc rối.
- Doraemon (ドラえもん, Doraemon, Đôrêmon):

Quốc tịch:  Nhật Bản
Khi còn học ở trường, cậu có đôi tai và nước da vàng óng. Cậu sống ở Nhật Bản. Tính cách của Doraemon vẫn như trong những tập truyện của Fujiko Fujio: tốt bụng, nhân hậu... Cậu là đội trưởng của cả nhóm mèo robot và thường chẳng thể hiện được tài năng nào hay ho giống các bạn của mình. Nhưng Doraemon vẫn luôn là người giỏi nhất vì cậu có lòng nhân hậu, yêu thương và biết nghĩ đến người khác. Túi thần kì của cậu là trung tâm bảo bối của cả nhóm. Cậu được Sewashi (hay Nobito) đưa về thế kỉ XXI sống với Nobita. Doraemon thích ăn bánh rán dorayaki truyền thống.
Trước khi bị chuột cắn, Doraemon không có điểm yếu lớn nào. Sau khi gặp nạn, cậu gặp nhiều điểm yếu: rất sợ chuột (vì bị chuột gặm mất tai), hậu đậu (vì cậu mất con ốc vít), bị cuống quýt trong những tình huống bất ngờ.
- Dora The Kid (ドラ・ザ・キッド, Dora Kiddo, Đôrêkiđô):

Quốc tịch:  Hoa Kỳ
Cậu là người nóng nảy và bộc trực, nhưng luôn mang trong mình chí lớn được khám phá vũ trụ và trở thành anh hùng. Cậu giữ vị trí phó chỉ huy nhóm, và còn là bạn trai của Dorami. Cậu thích ăn bánh rán có mù tạt, sốt cà chua và cậu là một tay bắn súng bách phát bách trúng (giỏi hơn Nobita rất nhiều). Hiện cậu đang làm trợ lý cảnh sát trưởng ở Texas - miền Tây nước Mỹ. Dora The Kid có một con ngựa robot biết bay tên Edo (xuất hiện trong tập Siêu đạo chích Dorapin, 7 bí ẩn của trường đào tạo Robot và Vương quốc Okashinana) và cậu lấy bảo bối ra từ chiếc mũ cao bồi (tài bắn giỏi và một phần sức mạnh của cậu trong đó). Cậu hay cãi nhau với Wang Dora và El MataDora. Cậu thạo tiếng Tây Ban Nha, dù thỉnh thoảng cậu mới sử dụng. Điểm yếu: sợ độ cao. Tuy vậy trong một tập, cậu cũng thể hiện một bản lĩnh võ sĩ đạo thực thụ (cậu từng học làm võ sĩ đạo 3 năm trước).
- Dora Rinho (ドラリーニョ, Dora Rinyo, Đôrêninô):

Quốc tịch:  Brazil
Cậu hay quên và hầu như đầu cậu trống rỗng và không có suy nghĩ. Dora Rinho là tiền vệ của một đội bóng đá ở Brasil. Bảo bối của cậu lấy từ chiếc túi thần kì được gắn ở phía dưới bụng và cậu là một chân sút cự phách. Cậu có cả một đội quân gồm 11 Mini-Dora.Trong đó người bạn thân của cậu là Nobinho. Thích ăn bánh rán với tương ớt. Do có tính cách thích chọc phá người khác, nên có người lại ví Dora Rinho là Balotelli của Đội quân Doraemon, do tính cách cậu khá giống Mario Balotelli. Điểm yếu: hay quên.
- Wang Dora (王ドラ, Wan Dora, Đôrêwan, Dora Vương):

Quốc tịch:  Trung Quốc
Cậu học võ và hành nghề y dược tại Trung Quốc. Wang Dora nổi tiếng với lối sống ngay thẳng, chỉn chu, trung thực, và có hơi hậu đậu một chút. Wang Dora có một ống tay áo chứa không gian vô hạn dùng đựng bảo bối. Cậu rất giỏi kungfu. Cậu thích ăn bánh rán với xì dầu và tương. Điểm yếu của cậu là nhát gái (trừ mimiko do cô là bạn gái cậu) do có rất nhiều fan nữ vây quanh.
- Dora Nichov (ドラニコフ, Dora-nikofu, Đôrêkôfư):

Quốc tịch:  Nga
Cậu không bao giờ nói năng gì cả. Có khi cậu nói được vài chữ "um" và cậu chỉ nói được chữ đó. Cậu có một chiếc khăn quàng che kín nửa cái đầu (miệng) và đó cũng là nơi chứa bảo bối của cậu. Dora Nichov có khả năng hóa thành chó sói khi có trăng tròn hay lúc cậu thấy vật gì đó hình tròn. Cậu sống ở Siberia, Nga. Cậu có tính là cứ ăn phải tiêu ớt thì miệng cậu lại phun lửa. Cậu thích đóng phim ở Hollywood, Los Angeles với một đạo diễn người Mỹ gốc Nga và mong muốn trở thành ngôi sao điện ảnh. Cậu không ăn bánh rán trước mặt mọi người, vì những đồ ăn hình tròn sẽ khiến cậu biến thành chó sói, nên cậu thích ăn đồ ăn cho chó. Điểm yếu: sợ nhìn Mặt Trăng (do ghét biến thành chó sói).
- Dora Med III (ドラメッドⅢ世, Dora-meddo, Dora-med III, Dora-med Tam thế, Dora-med đời thứ III, Đôrêmeto,Dora-med Đệ Tam):

Quốc tịch:  Ả Rập Xê Út
Cậu là một pháp sư Ả Rập sống ở Ả Rập Xê Út, nhưng có nhà ở Baghdad, Iraq. Cậu có một ống sáo thần có thể làm phép và thổi ra sấm sét. Cậu luôn ấp ủ mơ ước được xây một công viên nước mở cửa miễn phí cho trẻ em sa mạc, và được sự giúp đỡ của nhóm, điều ước đã thành hiện thực. Dora Med III đựng bảo bối trong túi, nhưng ăn mặc rườm rà nên thường lấy bảo bối ra từ một cây đèn thần và khi tức giận cậu thường biến thành khống lồ. Thích ăn bánh rán được thổi băng tuyết. Điểm yếu: sợ nước và không biết bơi, nhưng rất quan tâm tới bạn bè và mọi người mặc dù rất sợ bơi (trong phim Siêu đạo chích Dorapin). Tuy vậy, khác với người Ả Rập (cậu theo đạo Hồi), nhưng cậu lại khá yêu thích Giáng sinh, mà Giáng sinh chỉ có ở một quốc gia Ả Rập duy nhất là Liban, khiến cho cậu có mang trong mình một phần như dòng máu của người Liban.
- El Matadora (エル・マタドーラ, Eru Matadora, Đôrêmata):

Quốc tịch:  Tây Ban Nha
Cậu sống và làm việc cho quán ăn Carmen ở Barcelona, Tây Ban Nha. EI Matadora có một cặp sừng. Cậu là một võ sĩ đấu bò tót và là người khoẻ nhất nhóm. Cậu có vũ khí là tấm lá chắn bò tót và cây kiếm. EI Matadora là một anh chàng có tính tình bay bướm, hay ngủ và rất sĩ diện. Nếu để cậu đi chung với Dora The Kid thì thể nào cũng có một cuộc cãi vã mang tính... cách mạng, còn nếu đi chung với Wang Dora thì thể nào cũng có... đánh nhau. El Matadora thường hay làm việc chính nghĩa. Thích ăn bánh rán chấm mật ong. Cậu hay giấu mặt trong một tấm áo choàng và mang danh là Dora hào kiệt (mặc dù sự cải trang của cậu cũng chả khác mấy), nhưng cậu có khát khao được làm Zorro xứ Tây Ban Nha, hoặc thêm nữa là Zorro xứ Mỹ Latinh. Điểm yếu: rất mê ngủ.

### Nhân vật phụ
- Thầy hiệu trưởng Teraodai (寺尾台校長 Teraodai-kōchō):

Quốc tịch:  Nhật Bản
Là một người thầy khó tính, bị hói và thất tình (lúc còn trẻ). Thầy luôn bị nhóm Doraemon phá bĩnh và làm phiền nên luôn nổi cáu. Bù lại, thầy lại có một tinh thần tận tâm công việc và yêu thương học sinh. Thầy có một người anh em sinh đôi.
Nhóm Doraemon từng giúp đỡ thầy và hỗ trợ nhà trường rất nhiều, và Dorami (học sinh ưu tú của trường) lại là em gái của Doraemon, vì vậy thầy luôn duy trì mối quan hệ tốt với nhóm. Một phần cũng do cả nhóm không đạt tiêu chuẩn tốt nghiệp, tức bị lưu ban, được thầy nâng đỡ để có thể ra trường, thầy luôn cử người hoặc đích thân giao việc để giám sát nhóm, tránh tình trạng họ vi phạm luật lệ Robot của Nhật.
- Thầy giáo đứng lớp của nhóm Doraemon:

Quốc tịch:  Nhật Bản
Rất ít khi xuất hiện nhưng là một phần thiết yếu quan trọng vì nhờ bài giảng của thầy về tình bạn, nên mới có được nhóm Doraemon.
- Dorami:

Quốc tịch:  Nhật Bản
Cô bé vẫn giống y như trong tập truyện của Fujiko Fujio. Dorami thường xuất hiện trong những tập truyện kể về Dora The Kid và đã là một nhân vật chính trong một truyện ngắn ở tập 6 và hầu như trong tập nào cũng có sự xuất hiện của cô. Cô là bạn gái của Dora-The-Kid. Ngay cả trong Doraemon thêm, cô bé cũng chứng tỏ mình là một học sinh giỏi và thông minh hơn hẳn ông anh khù khờ.
- Noramyako:

Quốc tịch:  Nhật Bản
Một trong số những người bạn của Doraemon tại Trường học robot. Cô là một nhân vật trong những tập truyện của Fujiko, là bạn gái của Doraemon, nhưng chia tay với cậu vì liên tục cười bởi đầu của Doraemon khi bị cắt mất tai. Trong phiên bản Anime mới nhất, cô hòa giải với Doraemon và làm một vũ công tại thế kỷ XXII.
- Jaidora (ジェドーラ Jedōra, Jê-Đôra):

Quốc tịch:  Ý
Cậu là một đầu bếp tài hoa ở Italia và là bạn của nhóm Doraemon hồi còn học tại Trường học robot. Cậu chỉ xuất hiện trong hai tập 5, 6 và tập Vương quốc bánh kẹo của bộ truyện. Cậu luôn thè lưỡi ra đôi khi thì không. Và cậu luôn phải đeo kính bởi vì nếu bỏ kính ra thì cậu sẽ không thấy gì cả. Khi không làm được việc gì thì cậu chạy vòng vòng điên cuồng rồi tự mắng mình bất tài. Điểm đặc biệt của cậu là mỗi bên má của cậu chỉ có một chòm râu cong theo hình sấm sét.
- Dorapin (ドラパン Dorapan, Đôra-panh):[3]

Quốc tịch:  Pháp
Nguyên là một học sinh của trường Robot, nhưng tính nết ngỗ ngược và lộng hành nên sau khi rời khỏi trường đã trở thành tên trộm rất nổi tiếng ở Pháp. Trong truyện, được gọi là Tướng cướp Dorapin, cậu có tài năng ẩn mình và xuất quỷ nhập thần. Nhưng cậu chỉ trộm đồ của người giàu chia cho người nghèo. Cậu có người bạn gái tên là Mimimi và cậu luôn yêu thương bạn gái của mình. Tên của cậu được lấy từ siêu trộm Arsene Lupin.

### Nhân vật phản diện
Tiến sĩ Achinov
Quốc tịch:  Đức gốc  Nga
Ông là giáo sư người Đức gốc Nga. Ông là kẻ thù chính của Đội quân Doraemon. Ông là một bác sĩ độc ác, và luôn thử mọi cách để chinh phục cả thế giới. Trong một tập, ông cố gắng để cướp Thẻ tình bạn của nhóm Doraemon, nhưng thất bại.
Jerry:
Anh ta là một con chuột che giấu vẻ ngoài của mình dưới một chiếc mũ và một chiếc khăn quàng cổ. Nếu nhóm Doraemon có bất kỳ hành động nào, Jerry sẽ can thiệp và không để họ thành công nhiệm vụ. Cuối cùng anh đã bị đánh bại bởi nhóm Doraemon cùng với Dora Crybaby, Dora Eater và Dradra Dora.
Jafar:
Quốc tịch:  Ả Rập Xê Út
Là Tể tướng và là cố vấn cao cấp của Quốc vương Ả Rập Xê Út, ông ta là một người hay nói dối và cũng như Ali, ông ta cũng yêu Jasmine. Ông ta không thích Ali và cố gắng loại bỏ Ali bất cứ lúc nào ông ta muốn. Cuối cùng, tất cả các kế hoạch này sớm bị phá vỡ nhờ Dora Med III và các thành viên khác của nhóm Doraemon.
Black Shark:
Quốc tịch:  Hoa Kỳ
Anh ta là một tội phạm thời gian với những món công nghệ đắt tiền và hiện đại. Anh ta muốn tiếp quản hợp kim phản ứng của Pinochio, một phát minh của ông Geppetto, để tự chế tạo vũ khí.

### Nhân vật phụ
Trong Đội quân Doraemon, có một số lượng đáng kể các nhân vật đóng vai trò hỗ trợ cho nhóm Doraemon. Một số nhân vật bao gồm các nhân vật có thật và nổi tiếng. Xuyên suốt cả bộ truyện, kết nối văn hóa và tính hợp pháp lịch sử rất được chú ý.
Princess Honey:
Cô là Công chúa của Vương quốc Okashinana. Cô từng có một cuộc sống hạnh phúc với cha mẹ - Nhà vua và Nữ hoàng của vương quốc, cho đến khi họ vướng vào một cuộc cãi vã nặng nề và vì sự chia rẽ của gia đình, cô không cười nữa mà luôn buồn sầu. Wang Dora và EI Matadora sau đó đã hỗ trợ Jaidora làm cô ấy cười trở lại chỉ nhờ một cái bánh dorayaki, thứ mà cô ấy thích ăn khi còn nhỏ.
Dora Leonardo Da Vinci:
Quốc tịch:  Ý
Đây là một lão mèo máy có khả năng biến vật trên giấy vẽ thành sự thật. Xuất hiện trong tập 6, được thầy hiệu trưởng gửi theo nhóm Doraemon trong một lá bùa trong chuyến câu cá của Dora Med III. Ông đã cứu cả nhóm Doraemon khi bị bọn người ngoài hành tinh bắt cóc. Tên lão mèo máy này được lấy tên từ nhà danh họa lừng danh Leonardo da Vinci.
Doraemonkiđôninôwankôfưmetomatamika:
Đây là một nhân vật do thầy hiệu trưởng Teraodai tạo ra tập hợp sức mạnh cả bảy nhân vật chính. Vì có đủ sức mạnh của cả đội Doraemon nên cậu làm mọi việc trong trường như: vui chơi, thể thao, học tập... đều nhanh và mạnh hơn gấp bảy lần nên được cả trường yêu quý, nhưng song song với đó là tập hợp cả bảy tật xấu của các nhân vật chính. Nhân vật này lấy tên của tất cả các thành viên trong nhóm Doraemon và chỉ xuất hiện duy nhất ở tập Đặc biệt 3 (Trường học Robot).
Carmen:
Quốc tịch:  Tây Ban Nha
Cô là con gái của một chủ nhà hàng ở Barcelona, nhà hàng cũng được đặt theo tên của cô. Cô là người duy nhất biết danh tính thực sự của El Matadora là Dora hào kiệt. Thường giúp đỡ El Matadora và bạn bè của anh ấy.
Nobinho:
Quốc tịch:  Brazil
Là một bản sao người Brazil của Nobi Nobita, nhưng không giống như Nobita, cậu khỏe mạnh và siêng năng hơn. Nobinho là bạn của Dora Rinho, người mà cậu gặp lần đầu tiên khi Dora Rinho vẫn còn là học sinh của trường Robot. Kể từ lần gặp thứ hai, họ trở thành những người bạn thực sự và bất chấp tính hay quên của Dora Rinho, cậu luôn quan tâm và không bao giờ bỏ rơi Dora Rinho ngay cả trong thời khắc khó khăn nhất.
Mimimi: 
Quốc tịch:  Pháp
Cô là bạn gái của Dorapin, một người rất tốt bụng. Cô là người đầu tiên phát hiện ra Dorapin bị thương sau khi cậu nỗ lực đánh cắp đồ trang sức của Công tước xứ Monaco - thủ phạm thực sự của một dự án xấu xa. Cô cũng là người đầu tiên nhận ra bản chất tốt thực sự của Dorapin. Cô xuất hiện trong Siêu đạo chích Dorapan và lá thư thách đấu, khi bị tiến sĩ Achimoff cầm tù. Chính lòng can đảm của cô đã giúp Dorapin và The Doraemons đánh bại tư duy xấu xa của Achimoff.
Jaitonio:
Quốc tịch:  Tây Ban Nha
Anh là bạn thân của El Matadora, và là phiên bản Tây Ban Nha của Jaian. Có một giọng hát rất tệ, nhưng khác với Jaian, Jaitonio rất nhút nhát. Người anh yêu là Maria, cô gái hàng xóm và cũng là bạn của Carmen. Sau đó, anh thú nhận tình yêu của mình với Maria, được nhóm Doraemon hỗ trợ để đánh bại con bò máy. Cuối cùng họ trở thành một gia đình và có con.
Rose : 
Quốc tịch:  Hoa Kỳ
Cô là cô gái xuất hiện trên con tàu ma Titanic, giống như phiên bản phim năm 1997, cô có ý định tự tử, nhưng bị ngăn lại bởi Dora The Kid, người xuất hiện như Jack Dawson. Cô sớm phải lòng Kid và họ cùng nhau phát hiện ra rằng, con quỷ cổ đại Satan đã điều khiển con tàu và di chuyển thời gian theo cách của nó. Với sự giúp đỡ của Kid, cô được cứu và sau đó phá vỡ lời nguyền của Satan, nhưng con tàu cũng bắt đầu chìm và khi cô định trốn thoát, cô bị Satan bắt và rơi xuống biển, Kid òa khóc vì không thể bảo vệ được cô và cậu rơi vào cơn trầm cảm . Tuy nhiên, trong phần sau, cháu gái của cô chơi violin cũ và lay động trái tim của Kid, cuối cùng Kid nhận ra, Rose đã sống sót và sống đến già.
Jasmine: 
Quốc tịch:  Ả Rập Xê Út
Là con gái của Vua Ả Rập, cô được miêu tả là tự do hơn trái ngược với luật Sharia bị siết chặt ở Ả Rập Xê Út. Cô khá thận trọng với Ali, nhưng cuối cùng cũng thú nhận cảm xúc của mình với anh ta.
Mimiko:
Quốc tịch:  Nhật Bản
Cô là một y tá. Cô là một cô gái rất cứng rắn và quyết đoán, tốt bụng. Là bạn gái của Wang
Nina: 
Quốc tịch:  Nga
Là một cô gái nghèo được tìm thấy tại cây cầu ở thành phố Saint Petersburg. Bởi vì cô là một đứa trẻ mồ côi, cô chỉ có một con chó để làm bạn cho đến khi bị một nhóm xã hội đen phá rối. Cô có một giọng hát rất hay, và Dora Nichov đã cải trang thành con trai Thị trưởng của St. Petersburg - Nikolai Ivanov, chạy đến để bảo vệ cô khỏi bọn xã hội đen và khuyến khích cô trở thành ca sĩ trong một cuộc thi hát trong thành phố. Sau cùng, Nina nhận ra Nichov đã cải trang để giúp đỡ cô và họ thân thiết từ đó.
Ali:
Quốc tịch:  Ả Rập Xê Út
Anh là một người giàu có và là chủ nhân của Dora Med III. Mặc dù là chủ nhưng Ali đối xử với Dora Med III như một người bạn và chưa bao giờ coi mình là chủ của Dora Med III, ngay cả Dora Med III cũng hết sức tôn trọng anh ta. Tình yêu của Ali dành cho Jasmine, con gái của Vua Ả Rập. Với sự hỗ trợ của Dora Med III, anh vượt qua những rắc rối để cuối cùng có được tình yêu mà anh xứng đáng.
Robin: 
Quốc tịch:  Hoa Kỳ
Cô là con gái lớn của một nhà thiết kế xe lửa, và ông bà của cô là người đã truyền cảm hứng cho cô trở thành một người lái tàu. Cô xuất hiện trong bộ phim hoạt hình Chuyến tàu lửa tốc hành và giữ viên đá thực sự khi Tiến sĩ Achimoff cố gắng lấy viên đá có dòng điện siêu nhiên có thể điều khiển các chức năng và làm sáng tỏ những thứ đã bị Achimoff phá hủy. Cô sau đó trở thành người mà Kid cảm mến, và cô tỏ lòng biết ơn sâu sắc với Kid vì hành động của anh để bảo vệ cô.
Cleopatra: 
Quốc tịch:  Ai Cập  Hy Lạp
Cô là một nhân vật từ thời Ai Cập cổ đại. Người yêu của cô là Mark Antony, một chiến binh Hy Lạp cổ đại - người sau đó bị thương vì nhóm Doraemon. Đổi lại, Nobita buộc phải hành động như Antony để ngăn chặn một cuộc chiến đang diễn ra giữa Ai Cập và Đế chế La Mã, nhưng họ [nhóm Doraemon] sớm phát hiện ra rằng Cleopatria thực tế là một phụ nữ ngoài hành tinh tìm nơi ẩn náu ở Ai Cập, và quan tài của Ai Cập thật ra là một chiếc giường máy có thể đảm bảo cho chúng tồn tại lâu như một cái chết. Tuy nhiên, Cleopatra luôn yêu Antony, điều mà Nobita cuối cùng đã được giúp để đạt được nó.
Spica:
Cô là Hoàng hậu của Vương quốc Mirage, một vương quốc bí ẩn đã biến mất hàng ngàn năm trước trên sa mạc Taklamakan. Được coi là một Hoàng hậu, lúc đầu cô tin vào một "Thần linh" bí ẩn để hy sinh Nobita cho đến khi Nobita được giải cứu. Sau những gì đã xảy ra, nhóm Doraemon phát hiện ra một bí mật là Vương quốc Mirage đã đạt được trình độ khoa học công nghệ cao không thể thấy ở bất cứ đâu trên thế giới cổ đại, và thực tế cái gọi là "Thần linh" là một nhà khoa học đã tạo ra lò phản ứng hạt nhân (được Spica gọi là "Ma thuật đen") nhưng đã bị tiêu diệt sau vụ nổ và cả vương quốc cũng biến mất. Spica sau đó không thể quay trở lại thế giới hiện đại, bởi vì cô và vương quốc đã đứng ngoài dòng chảy thời gian hàng ngàn năm, cô quyết định ở lại vương quốc. Xuyên suốt câu chuyện, Dora Med III quan tâm đến cô nhiều nhất, và đã vô cùng sốc trước sự thật rằng cô không thể trở lại.
Thầy dạy võ của Dorawan:
Chỉ xuất hiện mơ hồ qua lời kể của Dorawan.
Raul and Riril:
Quốc tịch:  Mexico
Họ là anh chị em trong một gia đình Aztec có truyền thống làm bảo vệ những mặt nạ trong một kim tự tháp ở Mexico, khi Dora Nichov tìm thấy đã bị ảnh hưởng bởi mùi hương trong chiếc mặt nạ chiến binh. Raul sau đó cũng bị ảnh hưởng nhưng thậm chí còn nguy hiểm hơn do sai lầm của Nobita, và anh ta gần như giết chết tất cả bọn họ cho đến khi Riril đeo mặt nạ của Nữ hoàng, vô hiệu hóa thành công mặt nạ chiến binh.
Mr. Geppetto: 
Quốc tịch:  Ý
Một nhà phát minh công cụ phát triển mèo robot. Đối với tất cả bảy thành viên của nhóm Doraemon, ông là người sản xuất chúng. Ông nắm giữ hợp kim phản ứng, là một trong những phát minh của ông được sử dụng để làm cho nó tự động dài ra nếu ai đó đang nói dối. Vì điều này, Black Shark quyết tâm lấy đi phát minh của ông. Ông cũng sản xuất Pinocchio với bộ não của con trai ông trong khi ông đang cố gắng chữa bệnh ung thư cho con trai mình, và sau đó cuối cùng đã thành công.
Pinochio: Là một người máy, cậu ta giữ một bí mật mà tên tội phạm thời gian Black Shark đang tìm kiếm - hợp kim phản ứng của ông Geppetto trên mũi cậu ta. Mặc dù cậu là một robot, nhưng bộ não của cậu là của con trai ông Geppetto. Cậu bị thương sau nỗ lực bảo vệ nhóm Doraemon, nhưng sau đó được cứu.
Carlo Collodi: 
Quốc tịch:  Ý
Là một cậu bé sống ở Florence vào thế kỷ 19. Khi nhóm Doraemon lần đầu tiên gặp cậu ta, cậu ta hoàn toàn không biết, nhưng sau sự chú ý của nhóm Doraemon để tìm kiếm ông Geppetto và Pinochio, cậu là người đầu tiên biết. Thực tế, cậu ta đã giữ bí mật mối quan hệ với cả hai, cho đến khi cậu ta phát hiện ra nhóm Doraemon và ông Geppetto có mối quan hệ thân thiết. Cậu ta theo dõi cả hai sau đó, khi họ chống lại Black Shark, và cậu thậm chí đến thăm Pinochio trong bệnh viện. Vì trải nghiệm này, cậu được truyền cảm hứng và đánh dấu con đường trở thành một trong những tác giả vĩ đại nhất trong lịch sử nước Ý, viết cuốn Những cuộc phiêu lưu của Pinochio. Sau đó, ông tham gia vào cuộc thống nhất của Ý.

## Truyện tranh
Đội quân Doraemon có 2 phiên bản:

### Phiên bản chính
Đây là phiên bản đầu tiên của đội quân Doraemon gồm 6 tập, được viết bởi tác giả Tanaka Michiaki (田中 道明), cũng là người thiết kế game và nhân vật. Cốt truyện nói về cuộc sống và những chuyến phiêu lưu của nhóm Doraemons, một vài chương đã được chuyển thể thành phim hoạt hình.

### Phiên bản đặc biệt
- Bao gồm 12 tập được viết bởi Mitani Yukihiro (三谷 幸広), Kịch bản: Miyazaki Masaru. Cốt truyện trong phiên bản này chủ yếu chú trọng đến những chuyến phiêu lưu không kém phần kịch tính của Nobi Nobita cùng với nhóm bạn Doraemon.
- Đội quân Doraemon (Trường học Robot): Gồm 3 tập, nói về cuộc sống của Đội quân Doraemon ở trường đào tạo Robot cũng được viết bởi Mitani Yukihiro.

## Phim hoạt hình
Các nhân vật trong Doraemon thêm dưới dạng phim hoạt hình xuất hiện lần đầu trong tập phim năm 1995 mang tên: 2112: Doraemon ra đời. Cũng có vài tập phim ngắn về Doraemon thêm phát hành cùng với những tập phim Doraemon chiếu ở rạp và những tập phim ngắn Doraemon khác. Dưới đây là các phim có sự tham gia của nhóm bạn Doraemon thêm:
Phim về Doraemon thêm:
- Siêu đạo chích Dorapan và lá thư thách đấu (ザ☆ドラえもんズ 怪盗ドラパン謎の挑戦状!)
- Đại chiến thuật côn trùng (ムシムシぴょんぴょん大作戦!)
- Vương quốc bánh kẹo (おかしなお菓子なオカシナナ!?)
- Chuyến tàu lửa tốc hành (ドキドキ機関車大爆走！)
- Vào! Vào! Vào!! (ゴール!ゴール!ゴール!!)

Phim về Dorami và Đội quân Doraemon
- Bảy bí ẩn của trường đào tạo rôbốt (ロボット学校七不思議!?)
- Chuyến đi chơi đáng nhớ (宇宙ランド危機イッパツ!)

## Trò chơi điện tử
Một trò chơi điện tử mang tên Doraemon Yuujou Densetsu The Doraemons (ドラえもん 友情伝説ザ・ドラえもんズ) là bộ trò chơi điện tử trên hệ máy 3DO do Shogakukan phát triển và phát hành tại Nhật Bản vào ngày 7 tháng 4 năm 1995. Nhiều seiyu trong các tập phim Doraemon cũng lồng tiếng cho các nhân vật của mình trong trò chơi này.